# Johann Urbanek
Johann Urbanek (1910. október 10. – 2000. július 7.) osztrák labdarúgófedezet.